# Peralejos de Abajo
Peralejos de Abajo és un municipi de la província de Salamanca a la comunitat autònoma de Castella i Lleó. Limita al Nord amb Villarmuerto, a l'Est amb Peralejos de Arriba, al Sud amb Pozos de Hinojo i a l'Oest amb Vitigudino.

## Demografia
| 1991 | 1996 | 2001 | 2004 |
| ---- | ---- | ---- | ---- |
| 162  | 147  | 129  | 119  |